# Pseudochelonarium conspersum
Pseudochelonarium conspersum là một loài bọ cánh cứng trong họ Chelonariidae. Loài này được Reitter miêu tả khoa học đầu tiên năm 1881.